# Dan (rivière)
Pour les articles homonymes, voir Dan.
Le Dan est une rivière française de Normandie, originellement affluent du fleuve l'Orne en rive gauche, dans le département du Calvados. Il donne aujourd'hui ses eaux au canal de Caen à la mer.

## Géographie
De 21,1 km de longueur, le Dan prend sa source en plein bourg d'Anisy, à 49 m d'altitude, et prend la direction de l'est. À Hérouville-Saint-Clair, il se divise et donne une branche, le Petit Dan, qui traverse le domaine de Beauregard  et arrive pour se jeter dans le canal de Caen à la mer où un barrage le dévie sur la rive gauche (niveau plus bas que le canal). Le Dan poursuit sa route dans les marécages sur le territoire de Blainville-sur-Orne pour également être dévié à son arrivée vers le canal (niveau plus bas que le canal). Le Petit Dan et le Dan se réunissent pour suivre le canal sur la rive gauche et rejoindre Ouistreham par des terrains marécageux, à 0 m d'altitude.

### Communes at cantons traversés
Dans le seul département du Calvados, le Dan traverse les huit communes suivantes de l'amont vers l'aval, d'Anisy (source), Mathieu, Périers-sur-le-Dan, Biéville-Beuville, Blainville-sur-Orne, Hérouville-Saint-Clair. Bénouville et Ouistreham (confluence).
Soit en termes de cantons, le Dan prend source dans le canton de Courseulles-sur-Mer, traverse le canton d'Hérouville-Saint-Clair, et conflue dans le canton d'Ouistreham, dans l'arrondissement de Caen.
Ce cours d'eau est dans les deux intercommunalités communauté de communes Cœur de Nacre et Caen la Mer.

### Toponymes
L'hydronyme Le Dan sert de déterminant complémentaire au nom de commune Périers, à laquelle il a été ajouté en 1889 pour former le toponyme Périers-sur-le-Dan.

### Bassin versant
Tout près de la Manche au nord, le bassin versant du Dan avoisine celui de la Seulles par son affluent la Mue à l'ouest. L'Odon achève son bassin par sa confluence avec l'Orne à Caen, au sud, et le fleuve côtier est à l'est.

### Organisme gestionnaire
L'organisme gestionnaire est le SYMOA ou Syndicat mixte de l'Orne et ses affluents, sis à Argentan.

## Affluents
Le Dan n'a pas d'affluent notable référencé.

### Rang de Strahler
Donc le rang de Strahler du Dan est de un.

## Hydrologie
Le régime hydrologique est dit pluvial océanique.

## Aménagments et écologie

### ZNIEFF
La vallée du Dan, sur le territoire des communes d'Hérouville-Saint-Clair, Biéville-Beuville, Blainville-sur-Orne, Périers-sur-le-Dan et d' Épron, est en zone naturelle d'intérêt écologique, faunistique et floristique de type I, sous le no 250015075.